# Rhynchosia michauxii
Rhynchosia michauxii är en ärtväxtart som beskrevs av Anna Murray Vail. Rhynchosia michauxii ingår i släktet Rhynchosia och familjen ärtväxter. Inga underarter finns listade i Catalogue of Life.